# Jakow Okun
Jakow Okun (Russisch: Яков Окунь, Engelse transcriptie: Yakov Okun, Moskou, 4 juni 1972) is een Russische jazz-pianist (ook digitale piano, keyboards) en componist.

## Biografie
Okun, zoon van de jazzpianist Michail Okun, studeerde klassiek piano. Hij studeerde aan Gnessin Staatsacademie voor Muziek (afgerond in 1992) en werkte vanaf de jaren negentig met Alex Rostotsky, Viktor Epaneschnikow, Igor Bril, Wladimir Danilin, German Lukjanow en Alexander Pitschikow, alsook met buitenlandse musici die in Rusland waren, zoals James Spaulding, Donny McCaslin, Lew Tabackin, Larry Schneider, Gary Smulyan, Craig Handy, Jeremy Pelt, Giacomo Gates en Joe Farnsworth. Hij leidt het MosGorTrio, met Makar Novikov (contrabas) en Alexander Mashin (drums), waarmee hij het album Falling in Love Again opnam. In New York ontstond met Ben Street en Billy Drummond in 2010 het album New York Encounter (Criss Cross Jazz), waarvoor hij ook nummers schreef. In de jazz nam hij tussen 1995 en 2010 deel aan 18 opnamesessies.  Okun woont in Moskou.
Jazzcriticus Tedd Panken noemde Okun een  "belangrijke stem in de Russische jazz sinds het midden van de jaren negentig“.

## Discografie
- Vladimir Danilin / Alexei Kuznetsov / Alex Rostotsky met Jacov Okun en Eduard Zizak: Once I Loved (Boheme Music, 1998)
- Alex Rostotsky/Yuri Parfenov: Oriental Impress (2000)